# Clarence Abiathar Waldo
Clarence Abiathar Waldo (Hammond, Nova Iorque, 21 de janeiro de 1852 – 1 de outubro de 1926) foi um matemático estadunidense, mais conhecido atualmente por sua participação no caso do projeto de lei de Indiana sobre Pi.

## Vida e carreira
Waldo casou com Abby Wright Allen (1856 – ?) em Stamford, Connecticut, em 1881. Em 1884 tiveram uma filha, Alice.
Waldo obteve um A.B. em 1875 e um A.M. em 1878 na Universidade Wesleyan e um Ph.D. em 1894 na Universidade de Syracuse.
Membro da Sigma Xi e Phi Beta Kappa, foi tutor no Departamento de Matemática da Universidade Wesleyan de 1877 a 1881. Subsequentemente foi professor de matemática (de 1883 a 1891), bibliotecário e duas vezes presidente (de 1885 a 1886 e 1888 a 1889) do Rose Polytechnic Institute de Terre Haute, Indiana; professor de matemática da Universidade DePauw de Greencastle (Indiana), Indiana de 1891 a 1895; professor de matemática da Universidade de Purdue de Lafayette, Indiana de 1895 a 1898; professor de matemática (1908 a 1910), Thayer Professor of Mathematics and Applied Mechanics, chefe do Departamento de Matemática (1910 a 1917) e Professor Emeritus (a partir de 1917) da Universidade Washington em St. Louis.
Em 1888 Waldo publicou A manual of descriptive geometry, with numerous problems.
Waldo foi um membro fundador da Indiana Academy of Science e serviu como presidente da Academia em 1897. Obteve um pouco de fama naquele ano quando explicou aos membros do Senado de Indiana por que um projeto de lei que redefiniria o valor de π e tentaria a quadratura do círculo não deveria ser adotado.

## Obras
- Clarence A. Waldo, A manual of descriptive geometry, with numerous problems, Boston: D.C. Heath and Co., 1888, 1895, 77 pages.